# Jevgeni Novikov (Fußballspieler, 1980)
Jevgeni Novikov (* 28. Juni 1980 in Narva; russisch Евгений Александрович Новиков Jewgeni Alexandrowitsch Nowikow) ist ein estnischer Fußballspieler.

## Vereine
Seine erste Profistation war der FC Trans Narva, wo er schnell zum Stammspieler aufstieg. Dann wurde er 2001 vom FC Flora Tallinn verpflichtet. In den kommenden Jahren spielte er neben Mannschaften aus seiner estnischen Heimat auch für Teams aus Russland, der Ukraine, Lettland und Finnland. Seine letzte Station im Ausland war beim finnischen Verein FF Jaro (Saison 2010/11). Danach wechselte er wieder in seine Heimat zum FC Levadia Tallinn. Seine professionelle Fußballerkarriere war geprägt von häufigen Vereinswechseln.
Seit 2013 ist Novikov nur noch im Amateurbereich aktiv.

## Nationalmannschaft
In der estnischen A-Nationalmannschaft bestritt er von 2001 bis 2008 dreizehn Partien und erzielte dabei zwei Treffer.

## Erfolge
- Estnischer Meister: 2001, 2002